# Машина за вятър
Машината за вятър (или вятърна машина) е музикален перкусионен инструмент от групата на фрикционните идиофони.
Състои се от стойка, на която са разположени малко и голямо дървено колело. Върху тях е опънат широк плат или брезент, закрепен неподвижно. От външната страна на голямото колело има дръжка. Когато се задвижи, колелото върви на празни обороти, като от триенето му с плата се получава характерният за този инструмент звук на духащ вятър.
Използва се в оперната и оперетната музика, в театъра и при озвучаването на филми.
Машина за вятър е използвал Рихард Щраус в Дон Кихот през 1897 и в Eine Alpensinfonie (An Alpine Symphony) през 1915, и от Ralph Vaughan Williams в Sinfonia antartica през 1952.